# Нация убийц
«Нация убийц» — американский триллер режиссёра Сэма Левинсона. Премьера фильма состоялась 21 января 2018 года на кинофестивале «Сандэнс». В широкий прокат фильм вышел в США и Канаде 21 сентября 2018 года.

## Сюжет
Фильм о четырёх девушках из небольшого американского городка Салем, в котором хакер опубликовал личные данные большинства жителей. Первой жертвой стал мэр города, второй — учитель школы. После массового взлома жизнь города меняется. В преступлении обвиняют Лили и девушкам приходится противостоять всему городу.

## В ролях
| Актёр           | Роль             |
| --------------- | ---------------- |
| Одесса Янг      | Лили             |
| Сьюки Уотерхаус | Сара             |
| Хари Неф        | Бэкс             |
| Абра            | Эм               |
| Белла Торн      | Риган Холл       |
| Билл Скарсгард  | Марк             |
| Джоэл Макхейл   | Ник              |
| Мод Апатоу      | Грэйс            |
| Колман Доминго  | директор Таррелл |
| Аника Нони Роуз | Нэнс             |
| Коди Кристиан   | Джонни           |

## Награды и номинации
| Награды и номинации фильма «Нация убийц» | Награды и номинации фильма «Нация убийц»                              | Награды и номинации фильма «Нация убийц» | Награды и номинации фильма «Нация убийц» | Награды и номинации фильма «Нация убийц» |
| Премия                                   | Категория                                                             | Имя                                      | Результат                                |                                          |
| ---------------------------------------- | --------------------------------------------------------------------- | ---------------------------------------- | ---------------------------------------- | ---------------------------------------- |
| Кинофестиваль в Торонто 2018             | Торжественные или специальные презентации (Приз зрительских симпатий) | Сэм Левинсон                             | Номинация                                |                                          |

## Критика
На сайте Rotten Tomatoes рейтинг фильма составил 73 % (на основе 113 рецензий со средним рейтингом 6,6 из 10). На ресурсе Metacritic фильм оценён на 56 из 100 на основе 28 рецензий.